# David Clennon
David Clennon (* 10. Mai 1943 in Waukegan, Illinois) ist ein US-amerikanischer Schauspieler.

## Leben
Clennon besuchte Mitte der 1960er die University of Notre Dame, wo er an Theaterproduktionen von King Lear, The Caretaker und der Dreigroschenoper teilnahm. Er zog später nach New York City, wo er unter anderem in Off-Broadway-Produktionen auftrat.
Sein Filmdebüt gab er 1973 mit einer Nebenrolle in James Bridges’ Drama The Paper Chase mit Timothy Bottoms, Lindsay Wagner und John Houseman. Er machte sich in der Folgezeit einen Namen als Charakterdarsteller in Kino- und Fernsehfilmen.
Für einen Gastauftritt in der Fernsehserie Dream On wurde er 1990 mit einem Emmy Award ausgezeichnet. Seine Darstellung des Geologen Dr. Lee Silver in der Miniserie From the Earth to the Moon brachte ihm 1998 einen Golden Satellite Award als bester Nebendarsteller ein.
Clennon lebt mit seiner Ehefrau und zwei Kindern in Los Angeles.

## Filmografie (Auswahl)
Filme
- 1973: Die Zeit der Prüfungen (The Paper Chase)
- 1976: Dieses Land ist mein Land (Bound for Glory)
- 1976: Helter Skelter – Die Nacht der langen Messer (Helter Skelter, Fernsehfilm)
- 1978: Coming Home – Sie kehren heim (Coming Home)
- 1978: Die letzte Schlacht (Go Tell the Spartans)
- 1979: Willkommen Mr. Chance (Being There)
- 1980: Spuren ins Nichts (Hide in Plain Sight)
- 1982: Vermißt (Missing)
- 1982: Das Ding aus einer anderen Welt (The Thing)
- 1983: Der Stoff, aus dem die Helden sind (The Right Stuff)
- 1983: Star 80
- 1984: Der Liebe verfallen (Falling in Love)
- 1985: Sweet Dreams
- 1986: Staatsanwälte küßt man nicht (Legal Eagles)
- 1988: Verraten (Betrayed)
- 1988: Der Couch-Trip (The Couch Trip)
- 1990: Downtown
- 1992: Man Trouble – Auf den Hund gekommen (Man Trouble)
- 1992: Light Sleeper
- 1993: … und das Leben geht weiter (And the Band Played On)
- 1996: Grace of My Heart
- 1997: Mad City
- 1998: Leben und lieben in L.A. (Playing by Heart)
- 2001: Startup
- 2005: Syriana
- 2010: Ausnahmesituation (Extraordinary Measures)
- 2011: J. Edgar
- 2014: Gone Girl – Das perfekte Opfer (Gone Girl)

Fernsehserien
- 1977, 1981: Barney Miller (7 Folgen)
- 1989, 1991: Die besten Jahre (21 Folgen)
- 2000–2001: Noch mal mit Gefühl (Once and Again, 7 Folgen)
- 2001–2003: The Agency – Im Fadenkreuz der C.I.A. (The Agency, 44 Folgen)
- 2004: LAX (3 Folgen)
- 2006: Saved (13 Folgen)
- 2008: Prison Break (Folge 4x13)
- 2009–2010: Ghost Whisperer – Stimmen aus dem Jenseits (Ghost Whisperer, 8 Folgen)
- 2014: Criminal Minds (Folge 9x17)
- 2018: Code Black (4 Folgen)